# Congregazione Provinciale
La Congregazione Provinciale era l'assemblea rappresentativa dei sudditi benestanti di ciascuna provincia del Regno Lombardo-Veneto.

## Struttura
Ciascuna congregazione era presieduta di diritto dal Regio Delegato, il capo dell'amministrazione provinciale nominato dal Governo. Vi prendevano parte un deputato borghese della città capoluogo, e un numero pari di aristocratici e possidenti variabili da otto per le province maggiori (tra cui Milano e Brescia), sei per le intermedie e quattro per le minori (tra cui Sondrio). Era richiesto il domicilio in provincia, l'età minima di trent'anni e un patrimonio di almeno 12.000 lire.
I primi deputati furono nominati direttamente con decreto imperiale, nel 1815 in Veneto e nel 1816 in Lombardia, mentre per il rinnovo, che doveva avvenire per metà ogni tre anni, era prevista la nomina da parte del Governo su proposta della Congregazione Centrale, che a sua volta sceglieva i candidati su terne presentatele sia direttamente dalle città capoluogo, sia dalle stesse congregazioni provinciali uscenti sulla base delle proposte dei comuni ordinari.
L'incarico di deputato provinciale era svolto a titolo gratuito.

## Funzioni
I poteri della congregazione erano fortemente limitati, il reale potere essendo saldamente nelle mani dei Regi Delegati. Alla congregazione era richiesto di votare sulle imposte provinciali, sui bilanci comunali, sul mantenimento e la costruzione dei canali e delle strade provinciali, e sugli istituti benefici quali ospedali, ospizi ed orfanotrofi. Era concesso inoltre di presentare petizioni alle congregazioni centrali.
Alle dipendenze della congregazione si trovavano quattro funzionari economi retribuiti: un referente, un cassiere, un controllore e un revisore dei conti.
Le congregazioni, come tutte le altre magistrature civili, furono sospese durante il periodi di governo militare del Regno fra il 1848 e il 1856.